# Liste der Stolpersteine in Würselen
Die Liste der Stolpersteine in Würselen enthält alle Stolpersteine, die im Rahmen des gleichnamigen Projekts von Gunter Demnig in Würselen verlegt wurden. Mit ihnen soll an Opfer des Nationalsozialismus erinnert werden, die in Würselen lebten und wirkten.

## Verlegte Stolpersteine
| Bild                                                                       | Person / Inschrift | Adresse                              | Verlegedatum  | Zusätzliche Informationen |
| -------------------------------------------------------------------------- | --- | ------------------------------------ | ------------- | --- |
| Stolpersteine Würselen Maarstraßee Agnes Schöner                           | Hier wohnte Agnes Schöner Jg. 1913 aufgenommen Heilanstalt Gangelt ‘verlegt’ 21.3.1943 Heilanstalt Niedernhart ermordet 23.3.1943                                         | Maarstraße 13                        | 6. Nov. 2024  | Agnes Schöner kam am 25. Mai 1913 als letztes von neun Kindern zur Welt. Sie wurde am 23. März 1943 im österreichischen Niedernhart bei Linz ermordet. |
| Stolpersteine Würselen Kaiserstraße Rosa Schillings                        | Hier wohnte Rosa Schillings geb. Droste Jg. 1899 eingewiesen 1936 Heilanstalt Galkhausen zwangssterilisiert 1936 ‘verlegt’ 2.5.1941 Hadamar ermordet 2.5.1941 ‘Aktion T4’ | Kaiserstraße 9                       | 22. Aug. 2017 | Rosa Schillings, geb. Droste (geboren am 18. März 1899). |
| Stolpersteine Würselen Kaiserstraße 132 Josef Silberberg                   | Hier wohnte Josef Silberberg Jg 1923 deportiert 1943 ermordet in Auschwitz                                                                                                | Kaiserstraße 132                     | 16. Jan. 2008 | |
| Stolpersteine Würselen Bahnhofstraße 135 Henriette Weil                    | Hier wohnte Henriette Weil geb. Voss Jg. 1873 deportiert 1942 verschollen                                                                                                 | Bahnhofstraße 135                    | 16. Jan. 2008 | |
| Stolpersteine Würselen Bahnhofstraße 135 Else Weil                         | Hier wohnte Else Weil Jg. 1906 deportiert 1942 verschollen | Bahnhofstraße 135                    | 16. Jan. 2008 | |
| Stolpersteine Würselen Grindelstraße 23 Leonhard Kessels                   | Hier wohnte Leonhard Kessels Jg. 1911 verhaftet 1941 Sachsenhausen ermordet 3.11 1941                                                                                     | Grindelstraße 23                     | 15. Dez. 2009 | [ 4 ] |
| Stolpersteine Würselen Kreuzstraße 52 Wilhelm Reiss.jpg                    | Hier wohnte Wilhelm Reiss Jg. 1885 deportiert 1944 ermordet ? | Kreuzstraße 52                       | 17. Okt. 2008 | |
| Stolpersteine Würselen Elchenrather Straße / Im Hühnerwinkel Bernhard Weil | Hier wohnte Bernhard Weil Jg. 1877 deportiert 1942 ermordet in Auschwitz                                                                                                  | Elchenrather Straße/ Im Hühnerwinkel | 17. Okt. 2008 | Bernhard Weil wurde am 25. November 1877 in Weiden geboren und heiratete am 29. August 1904 in Köln Paula Weil, geb. Carsch, geboren am 4. Oktober 1881 in Sonsbeck. Sie hatten drei Kinder: Philipp, geboren 1906, Else, geboren am 22. Juli 1908 und Hugo, geboren 1910. Hugo Weil emigrierte am 30. November 1937 in die USA, Philipp folgte ihm am 16. Juli 1938. |
| Stolpersteine Würselen Elchenrather Straße 73 Paula Weil                   | Hier wohnte Paula Weil geb. Carsch Jg. 1881 deportiert 1942 ermordet in Auschwitz                                                                                         | Elchenrather Straße/ Im Hühnerwinkel | 17. Okt. 2008 | |
| Stolpersteine Würselen Elchenrather Straße 14 Anton Hilgers                | Hier wohnte Anton Hilgers Jg. 1894 verhaftet 1944 Sachsenhausen ermordet 1945 in Bergen-Belsen                                                                            | Elchenrather Straße 14               | 17. Okt. 2008 | Anton Hilgers wurde am 22. Januar 1894 als Sohn der Eheleute Wilhelm und Odilia (geborene Weber) Hilgers geboren. Am 5. Januar 1915 wurde er in die deutsche Wehrmacht eingezogen und nahm aktiv am 1. Weltkrieg teil. Nach dem Krieg heiratete er Katharina Schnitzler, geboren am 28. Juni 1894, gestorben am 29. Juni 1968. Anton Hilgers war Mitglied der KPD und in der Zeit der Weimarer Republik Abgeordneter im Stadtrat in Würselen. Am 22. August 1944 wurde er zusammen mit Leo Oller, Wilhelm Reiss und Wilhelm Engels verhaftet.                                                                    |
| Stolpersteine Würselen Paulinenstraße 93 Josef Schaffrath                  | Hier wohnte Josef Schaffrath Jg. 1898 verhaftet 1944 vor Deportation tot 7.10.1944 im Lager Köln-Deutz                                                                    | Paulinenstraße 93                    | 17. Okt. 2008 | Josef Schaffrath wuchs als Arbeitersohn in Würselen auf. Er war Vorsitzender des Katholischen Arbeitervereins in Würselen und Stadtrat der Zentrumspartei. Im Rahmen der Aktion Gitter wurde er am 23. August 1944 (zusammen mit vier ehemaligen Kommunisten) als Staatsfeind verhaftet und kam in das Messelager Köln-Deutz, das als Außenlager des KZ Buchenwald diente. Dort starb er am 7. Oktober 1944 an Fleckfieber. Die Römisch-katholische Kirche in Deutschland hat Josef Schaffrath als Märtyrer aus der Zeit des Nationalsozialismus in das deutsche Martyrologium des 20. Jahrhunderts aufgenommen. |
| Stolpersteine Würselen Schweilbacher Straße 76 Leo Oller                   | Hier wohnte Leo Oller Jg. 1895 verhaftet 1944 Sachsenhausen ermordet 1945 in Bergen-Belsen                                                                                | Schweilbacher Straße 76              | 17. Okt. 2008 | |
| Stolpersteine Bardenberg Dorfstraße 46, Alexander Kamps                    | Hier wohnte Alexander Kamps Jg. 1892 ??? | Dorfstraße 46                        | 17. Okt. 2008 | |
| Stolpersteine Bardenberg Dorfstraße 46, Juliane Kamps                      | Hier wohnte Juliane Kamps geb. Stern Jg. 1888 deportiert 1942 Izbica ermordet                                                                                             | Dorfstraße 46                        | 17. Okt. 2008 | |
| Stolpersteine Bardenberg Dorfstraße 46, Irmgard Kamps                      | Hier wohnte Irmgard Kamps Jg. 1923 Flucht 1939 England überlebt | Dorfstraße 46                        | 17. Okt. 2008 | |
| Stolpersteine Würselen Wilhelmstraße 5 Jakob Voss                          | Hier wohnte Jakob Voss Jg. 1872 deportiert 1942 ermordet in Auschwitz | Wilhelmstraße 5                      | 12. Mai 2007  | Jakob Voss (geboren am 12. Februar 1872 in Embken, Nideggen) war Metzgermeister. |
| Stolpersteine Würselen Wilhelmstraße 5 Emma Voss                           | Hier wohnte Emma Voss geb. Hirsch Jg. 1875 deportiert 1942 ermordet in Auschwitz                                                                                          | Wilhelmstraße 5                      | 12. Mai 2007  | Emma Hirsch (geboren am 30. Oktober 1875 in Kobern). |
| Stolpersteine Würselen Elchenrather Straße 43 Otto Hirsch                  | Hier wohnte Otto Hirsch Jg. 1902 deportiert 1942 Auschwitz ermordet 7.11.1942                                                                                             | Elchenrather Straße 43               | 12. Mai 2007  | |
| Stolpersteine Würselen Elchenrather Straße 43 Else Hirsch                  | Hier wohnte Else Hirsch geb. Weil Jg. 1908 deportiert 1942 Flucht in den Tod ertrunken im Rhein                                                                           | Elchenrather Straße 43               | 12. Mai 2007  | |
| Stolpersteine Würselen Elchenrather Straße 43 Renate Hirsch                | Hier wohnte Renate Hirsch Jg. 1931 deportiert 1942 Flucht in den Tod ertrunken im Rhein                                                                                   | Elchenrather Straße 43               | 12. Mai 2007  | |
| Stolpersteine Würselen Elchenrather Straße 43 Ruth Hirsch                  | Hier wohnte Ruth Hirsch Jg. 1939 deportiert 1942 Flucht in den Tod ertrunken im Rhein                                                                                     | Elchenrather Straße 43               | 12. Mai 2007  | |
| Stolpersteine Lindenplatz Würselen B. Liffmann                             | Hier wohnte Berta Liffmann geb. Rosenthal Jg. 1887 deportiert Theresienstadt tot 15.10.1942                                                                               | Lindenplatz 3                        | 16. Jan. 2008 | |
| Stolpersteine Lindenplatz Würselen G. Marx                                 | Hier wohnte Gustav Marx Jg. 1881 deportiert 1942 ermordet in Auschwitz | Lindenplatz 3                        | 16. Jan. 2008 | |
| Stolpersteine Lindenplatz Würselen J. Coopmann                             | Hier wohnte Josephina Coopmann geb. Hartog Jg. 1884 deportiert 1943 ermordet in Auschwitz                                                                                 | Lindenplatz 3                        | 16. Jan. 2008 | |
| Stolpersteine Lindenplatz Würselen D. Gans                                 | Hier wohnte Dora Gans geb. Goldschmidt Jg. 1876 deportiert 1942 ermordet in Treblinka                                                                                     | Lindenplatz 3                        | 16. Jan. 2008 | |
| Stolpersteine Lindenplatz Würselen E. Gans                                 | Hier wohnte Emanuel Gans Jg. 1866 deportiert 1942 ermordet in Treblinka                                                                                                   | Lindenplatz 3                        | 16. Jan. 2008 | |
| Stolpersteine Lindenplatz Würselen S. Leuchtag                             | Hier wohnte Salomon Leuchtag Jg. 1887 deportiert 1942 ermordet 1943 in Auschwitz                                                                                          | Lindenplatz 3                        | 16. Jan. 2008 | |
| Stolpersteine Lindenplatz Würselen L. Höflich                              | Hier wohnte Luise Höflich geb. Voss Jg. 1856 deportiert Theresienstadt tot 08.10.1942                                                                                     | Lindenplatz 3                        | 16. Jan. 2008 | |
| Stolpersteine Lindenplatz Würselen R. Sommer                               | Hier wohnte Rosalie Sommer geb. Weil Jg. 1874 deportiert ermordet in Auschwitz                                                                                            | Lindenplatz 3                        | 16. Jan. 2008 | |
| Stolpersteine Lindenplatz Würselen L. Weil                                 | Hier wohnte Laura Weil geb. Weil Jg. 1871 deportiert 1942 Theresienstadt tot 28.08.1943                                                                                   | Lindenplatz 3                        | 16. Jan. 2008 | |